# سعيد بن كانب الفرغاني
يقال إن اسمه سعيد بن كانب. وكان من المهندسين النصارى بمصر في القرن الثالث، واختص بأحمد بن طولون فتولى له بناء أبنيته كالمسجد والعين والسقاية وغيرها. ولم يذكر المقريزي اسمه في خططه، بل عبر عنه بالنصراني، ووصفه بالحذق في الهندسة وحسن التبصر بها. وحكى أن ابن طولون غضب عليه مرة فسجنه، ثمَّ لما أراد بناء جامعه قدروا له ثمانمائة عمود فلم يجدوها، وتورّع هو عن نقلها من الكنائس ونحوها من الأماكن، وتعذب قلبه بالفكر، وبلغ هذا المهندس الخبر فأرسل له من سجنه يقول: أنا أبنيه لك بلا عمد إلا عمودي القبلة، فأحضره ورضى عنه، فبنى له جامعه كما وعد.